# Voltes i arcs de pas d'Alentorn
Les Voltes i arcs de pas d'Alentorn és una obra d'Artesa de Segre (Noguera) inclosa a l'Inventari del Patrimoni Arquitectònic de Catalunya.

## Descripció
Les voltes i arcades de pas del centre històric del poble que es va formar al voltant del castell d'Alentorn. Són arcs de mig punt o rebaixats que permeten la connexió dels habitatges per sobre dels carrerons de tipologia irregulars adaptats a la topografia del terreny. Hi ha portals medievals amb grans dovelles de pedra fent arcades de mig punt, i portals renaixentistes i populars amb grans llindes de pedra rectangulars. El poble encara conserva l'aspecte fortificat.

## Història
Des de l'any 1053 es documenta l'església parroquial de Sant Salvador. Dels segles XVIII-XIX el castell d'Alentorn ja no era habitat i només resten alguns vestigis d'un mur angular sobre el medieval carrer del Collet i unes voltes aprofitades com a cellers.